# 범이란색

카자르 왕조의 국기(1907~1933)

범이란색은 초록, 흰색, 빨강으로, 이란인이 세운 나라나 지방 정부 등의 국기 등에 사용된다. 페르시아 제국의 카자르 왕조의 삼색기에서 처음 사용되었으며, 후에 팔라비 왕조에서도 사용되었다.

## 범이란색을 사용한 현대의 기

### 나라

이란의 국기
타지키스탄의 국기
아프가니스탄 이슬람 공화국의 국기

### 지방 정부

이라크 쿠르드 자치주의 기

## 범이란색을 사용한 옛 국기

이란 팔라비 왕조의 국기 1964~1979
타지크 SSR의 마지막 국기 1953-1991
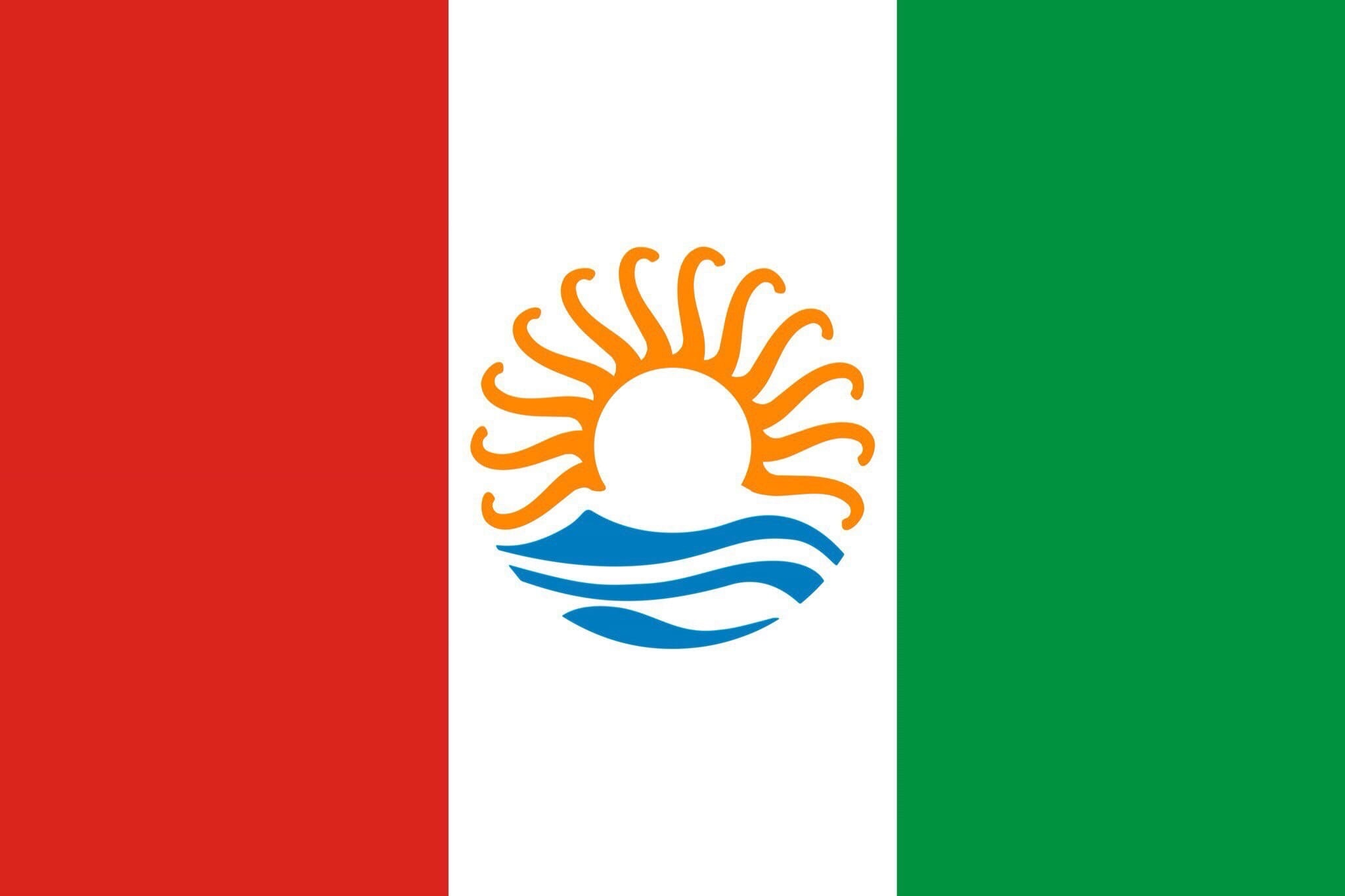
탈리시-무간 자치 공화국의 국기 1993.
아제르바이잔 인민 정부의 기 1945~1946.
아라라트 공화국의 국기 1927~1930
쿠르디스탄 왕국의 국기 1922~1924

## 같이 보기
- 범슬라브색
- 범아랍색
- 범아프리카색